# Andrzej Brodziński
Andrzej Brodziński (ur. 26 września 1786 w Lipnicy Murowanej, zm. 29 listopada 1812 koło Borysowa) – polski poeta i tłumacz.

## Życiorys
Syn Jacka (rządcy dóbr hr. Moszyńskiego), i Franciszki z Radzikowskich, brat Kazimierza. Pierwsze nauki pobierał w szkółce wiejskiej, od roku 1796 uczęszczał do szkoły głównej, a następnie do tarnowskiego gimnazjum. Tam też zarabiał na swe utrzymanie jako instruktor młodszych kolegów. W roku 1804 podjął studia filozoficzne na Uniwersytecie Jagiellońskim, które przerwał tuż po śmierci ojca. Przyjaźnił się z Wincentym Reklewskim. Brał udział w wyprawie na Moskwę, zginął nad Berezyną 29 listopada roku 1812.

## Twórczość
Pisał liryki, sielanki (Zabawki wierszem 1807), był również autorem przekładów.

### Ważniejsze utwory
- Ludgarda. Tragedia, powst. 1805, rękopis: Biblioteka Krasińskich, sygn. 3094, zniszczony w roku 1944
- Zabawki wierszem, Kraków 1807; wyd. 2 tytułowe Kraków 1808 (tu niektóre wiersze Kazimierza Brodzińskiego i Wincentego Reklewskiego)
- Różne poezje z lat 1809-1811, (zob. Przekłady)
- Zbiór wierszy z papierów B. Gubrynowicza, rękopis: Biblioteka Narodowa, sygn. 7199, (zawiera obok wierszy drukowanych poprzednio także wiersze nieogłoszone)
- drobne utwory znajdują się w czasopismach: Gazeta Literacka (tu: „Mazurek”, 1821, nr 3), Pamiętnik Warszawski (tu m.in.: „Polak powstający r. 1808”, 1820, t. 18, s. 85-87), Rozmaitości (Lwów; tu: „Żebrak”, 1824, nr 13
- szereg wierszy A. Brodzińskiego przedr. w antologiach: J. Tuwim Księga wierszy polskich XIX w., t. 1, Warszawa 1954; także wyd. 2 Warszawa 1956; S. Czernik, J. Huszcza, J. Saloni Księgi humoru polskiego, Łódź 1958; P. Hertz Zbiór poetów polskich XIX w., księga 1, Warszawa 1959.

### Przekłady
- Tomasz a Kempis: O naśladowaniu Chrystusa, przekł. 1805, niewydany, inform.: Polski słownik biograficzny: Estreicher II (1961), 525
- F. Schiller: Dziewica Orleańska. Trajedia romantyczna z Szyllera polskim wierszem przełożona przez... wystawiona pierwszy raz na Teatrze Narodowym w miesiącu grudniu 1820. Z dodaniem różnych poezji tłumacza, przekł. między rokiem 1809 a 1811; Prolog ogł. Pamiętnik Warszawski 1820, t. 18, s. 213-226; akt I scena 1 ogł. Rozmaitości (Lwów) 1821, nr 84; całość wyd. Warszawa 1821; rękopis w Ossolineum, sygn. 10584/I, odpis Prologu w Bibliotece Uniwersytetu Wileńskiego, sygn. 935, (w Pamiętniku Warszawskim w podtytule Prologu: Przekład Andrzeja Brodzińskiego i Ludwika Osińskiego)
- ponadto w czasopismach zamieszczano drobne przekłady z: S. Gessnera, A. Hallera i Ch. E. Kleista.

### Listy
- Do siostry, F. Szotarskiej, rękopis: Biblioteka Jagiellońska, sygn. 5628
- 12 listów od brata, K. Brodzińskiego, z lat 1807-1809, wyd. L. Bernacki z papierów pośmiertnych R. Pilata: „Nieznane listy Brodzińskiego z czasów szkolnych”, Pamiętniki Literackie, rocznik 5 (1906); według spalonych autografów; kopie w Ossolineum, sygn. 4601/I.